# Aureoboletus
Aureoboletus är ett släkte av svampar. Aureoboletus ingår i familjen Boletaceae, ordningen Boletales, klassen Agaricomycetes, divisionen basidiesvampar och riket svampar.

## Arter inom släktet

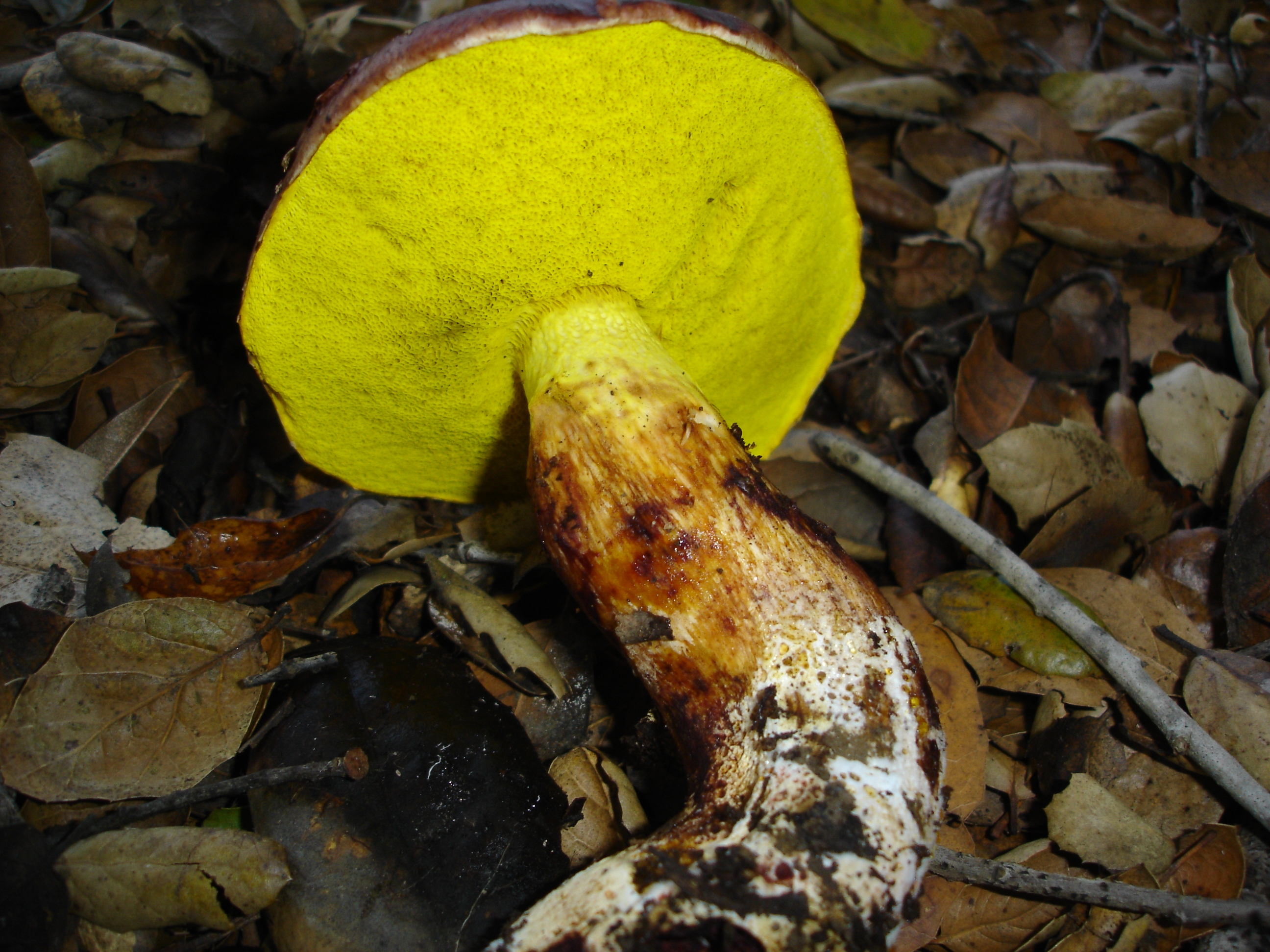
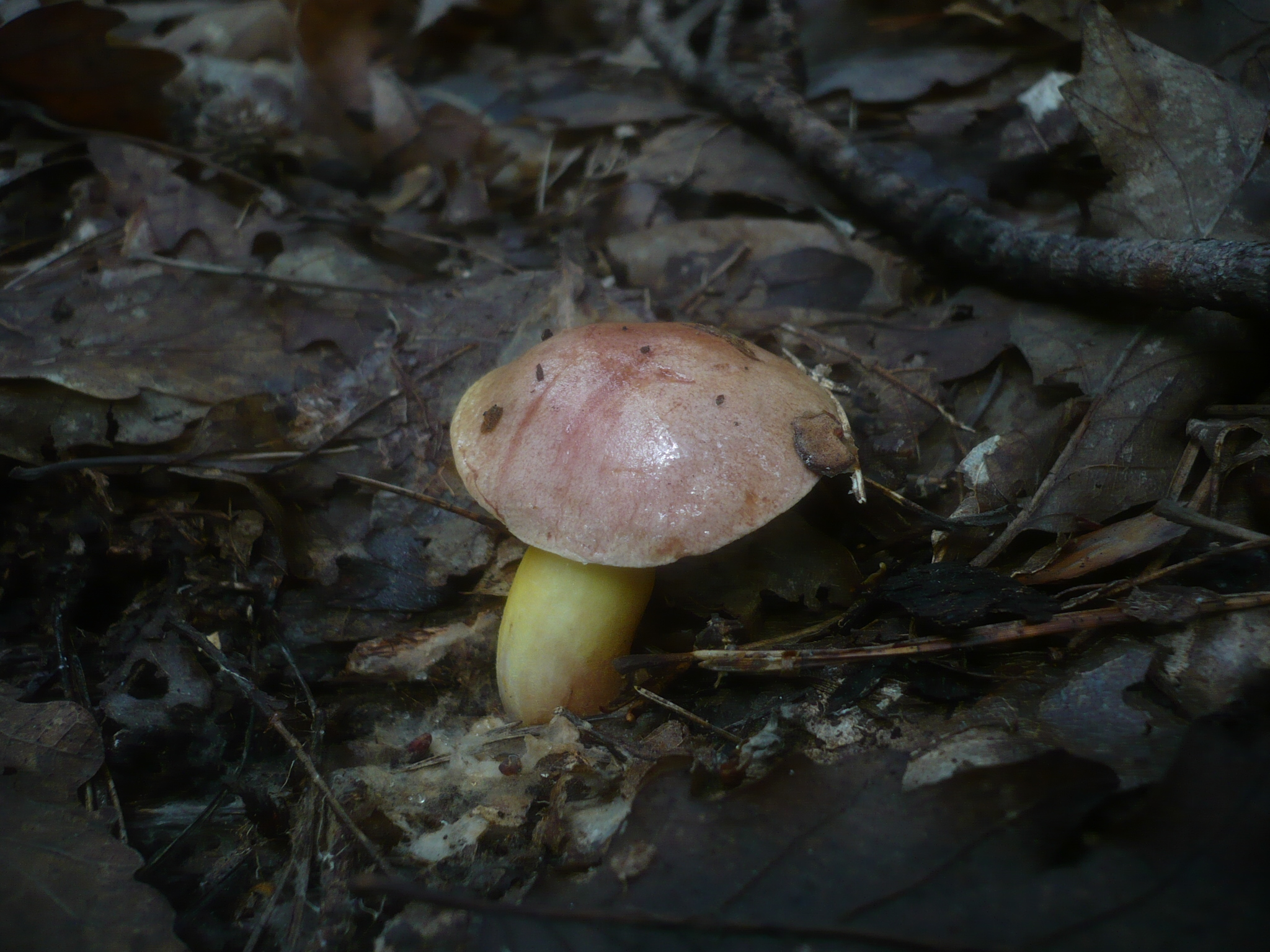
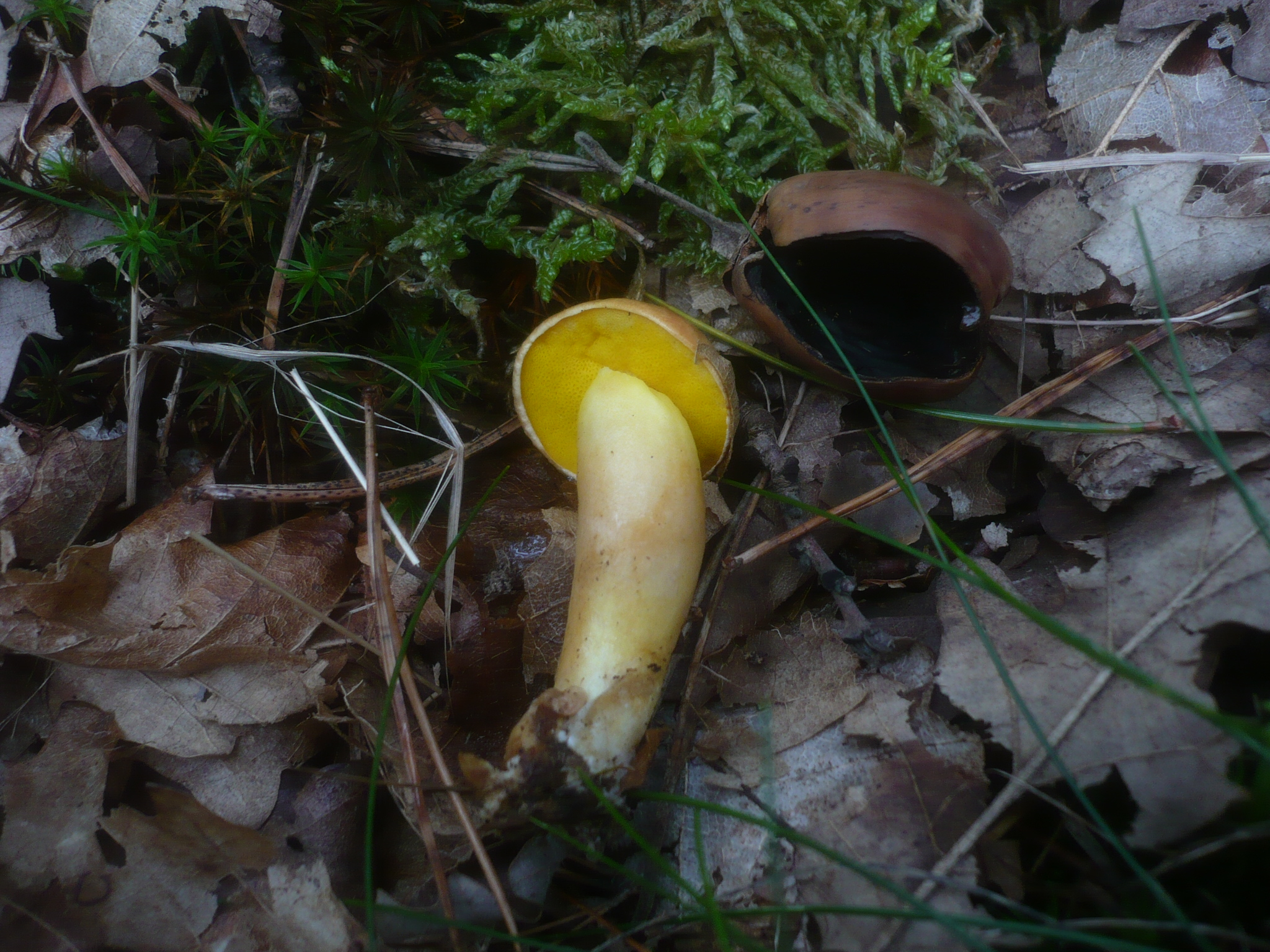
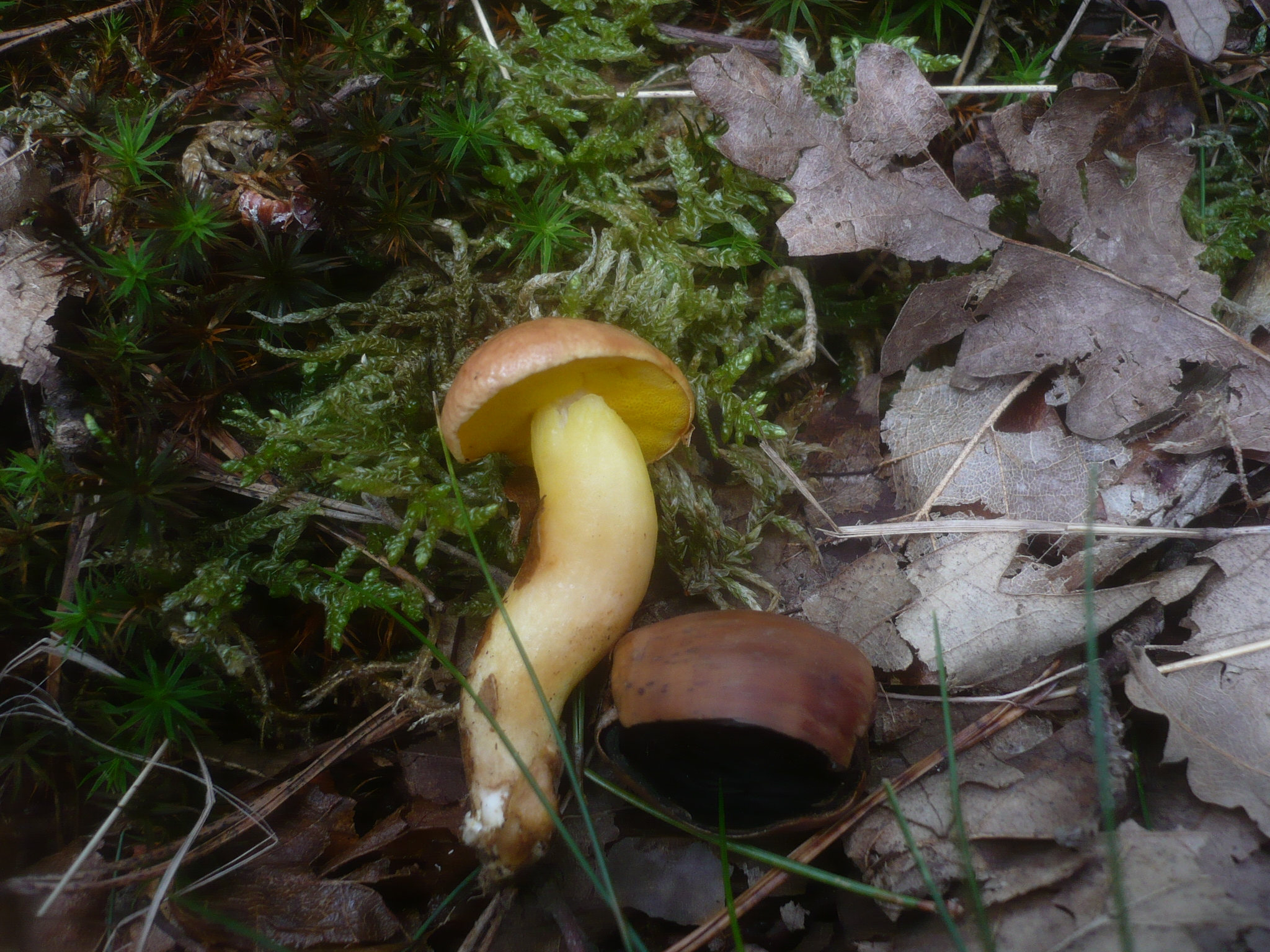
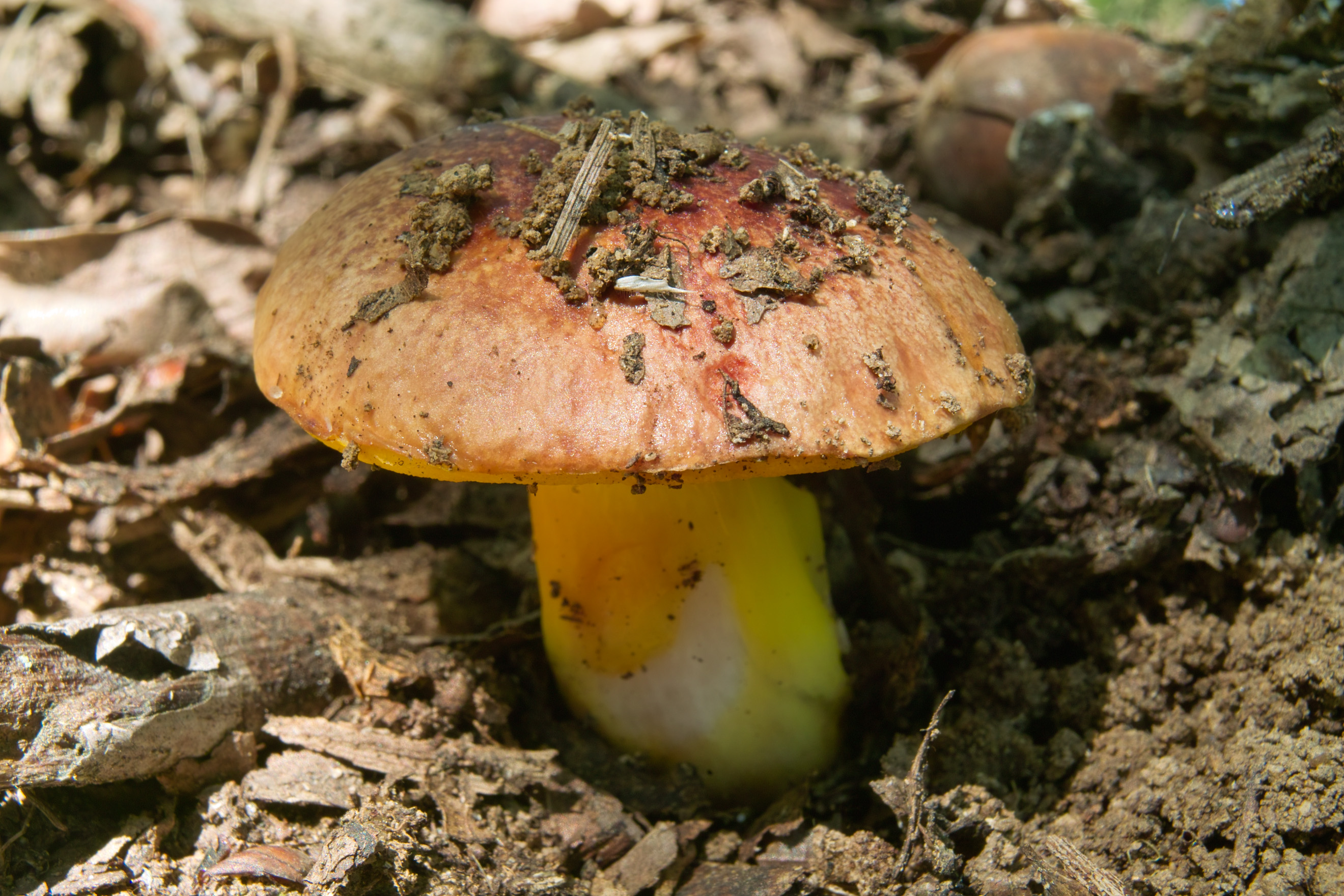
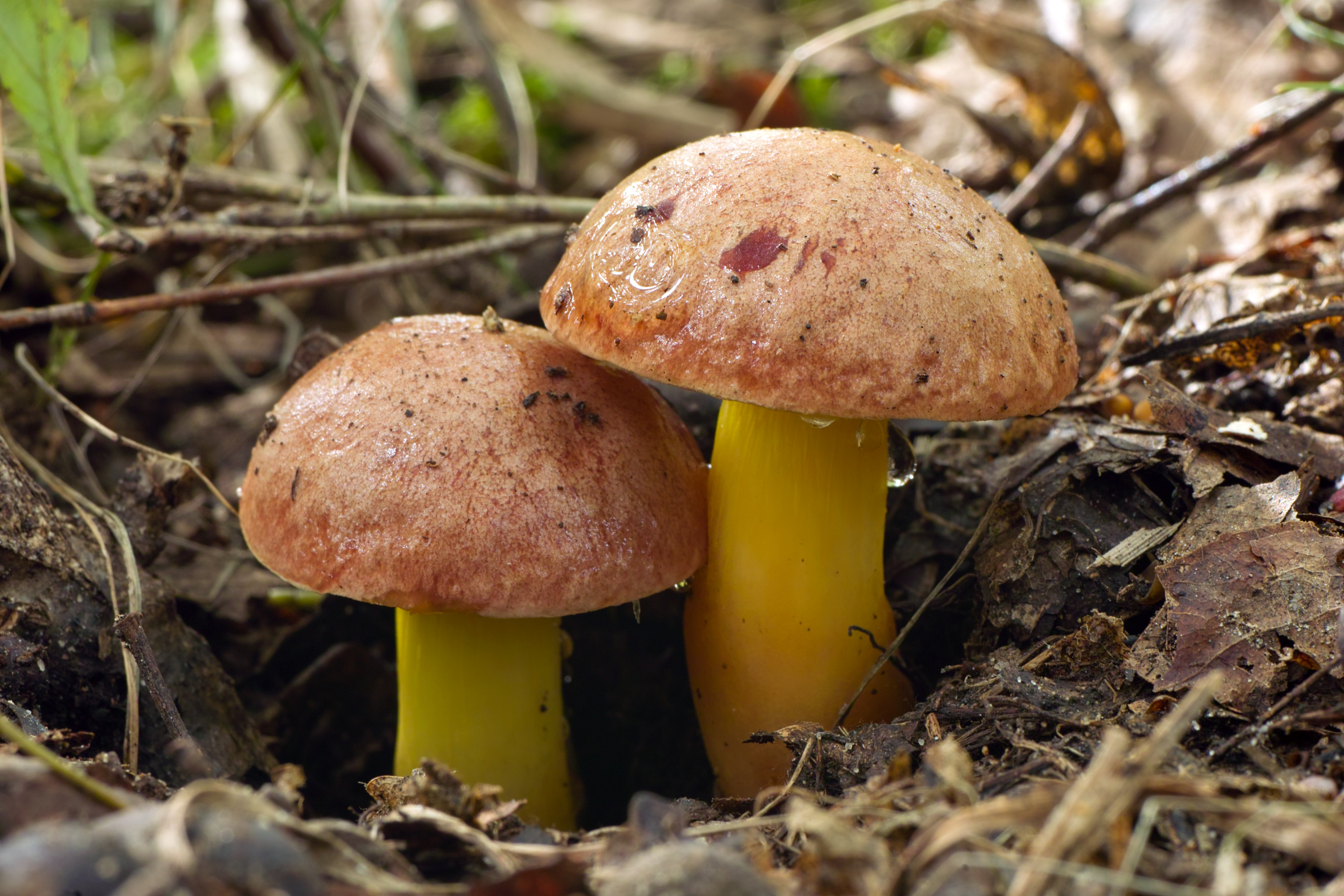

- Aureoboletus thibetanus
- Aureoboletus novoguineensis
- Aureoboletus auriporus
- Aureoboletus gentilis
- Aureoboletus subacidus
- Aureoboletus projectellus